# La Tierra está malita
La Tierra está Malita fue una tira cómica publicada en la revista española El Jueves, creada por José Luis Ágreda y Bernardo Vergara.
La tira ocupaba una página en blanco y negro y tiene como personajes a gente representando la opinión pública.
A modo de boletín, cuyo subtítulo es Boletín semanal de El Jueves dedicado a la ecología, la globalización, las relaciones socioeconómicas y el bádminton usaba un titular de actualidad de un periódico, para tratarlo a modo de viñeta humorística desde varios puntos de vista.